# Mahathala gone
Mahathala gone är en fjärilsart som beskrevs av Druce 1895. Mahathala gone ingår i släktet Mahathala och familjen juvelvingar. Inga underarter finns listade i Catalogue of Life.